# Alveopora
Alveopora Blainville, 1830 è un genere di madrepore appartenenti alla famiglia Acroporidae.

## Tassonomia
Comprende le seguenti specie:
- Alveopora allingi Hoffmeister, 1925
- Alveopora catalai Wells, 1968
- Alveopora daedalea (Forskål, 1775)
- Alveopora excelsa Verrill, 1864
- Alveopora fenestrata (Lamarck, 1816)
- Alveopora gigas Veron, 1985
- Alveopora japonica Eguchi, 1965
- Alveopora marionensis Veron & Pichon, 1982
- Alveopora minuta Veron, 2000
- Alveopora ocellata Wells, 1954
- Alveopora spongiosa Dana, 1846
- Alveopora superficialis Pillai & Scheer, 1976
- Alveopora tizardi Bassett-Smith, 1890
- Alveopora verrilliana Dana, 1846
- Alveopora viridis Quoy & Gaimard, 1833